# Тешков
Тешков (бел. Цешкаў) — упразднённая деревня в Вербовичском сельсовете Наровлянского района Гомельской области Беларуси.
В связи с радиационным загрязнением после катастрофы на Чернобыльской АЭС жители (178 семей) переселены в 1986 году в чистые места, преимущественно в Чечерский район.

## География

### Расположение
На территории Полесского радиационно-экологического заповедника.
В 15 км на юго-восток от Наровли, 40 км от железнодорожной станции Ельск (на линии Калинковичи — Овруч), 193 км от Гомеля.

## Транспортная сеть
Транспортные связи по просёлочной, а затем автодороге Дёрновичи — Наровля. Планировка состоит из прямолинейной улицы, ориентированной с юго-востока на северо-запад, из 4 переулками. Застроена двусторонне, неплотно, деревянными усадьбами.

## История
Обнаруженные археологами 3 поселения конца III — начала II тысячелетия до н. э., V—IV тысячелетий до н. э. и VIII—V тысячелетий до н. э. (2 км на северо-запад, 1 км на юго-запад и 2 км на юго-восток от деревни) свидетельствуют о заселении этих мест с давних времён. По письменным источникам известна с XVIII века как деревня в Речицком повете Минского воеводства Великого княжества Литовского.
После 2-го раздела Речи Посполитой (1793 год) в составе Российской империи. В 1795 году село, деревянная церковь Рождества-Богородицкая. В 1797 году вместо обветшавшей построена новая деревянная церковь, а в 1872 году проведён её капитальный ремонт. В 1811 году во владении Гольста. В 1834 году владение Горвата. В 1884 году открыта церковно-приходская школа, которая размещалась в наёмном крестьянском доме, а в 1895 году для неё построено собственное здание. Согласно переписи 1897 года действовали церковь, церковно-приходская школа, хлебозапасный магазин, в Наровлянской волости Речицкого уезда Минской губернии.
16 октября 1924 году в результате пожара сгорело 25 строений в 15 дворах. С 20 августа 1924 года до 29 октября 1959 года центр Тешковского сельсовета Наровлянского района Мозырского (до 26 июля 1930 года и с 21 июня 1935 года по 20 февраля 1938 года) округа, с 20 февраля 1938 года Полесской, с 8 января 1934 года Гомельской областей. В начале 1925 году открыто почтовое отделение. В 1929 году организован колхоз «Красный Тешков», работали школа, изба-читальня, кузница и столярная мастерская. Во время Великой Отечественной войны действовала подпольная группа (руководитель В.А. Пигулевская). Освобождена 28 ноября 1943 года. 415-й стрелковой дивизией вместе с партизанами. 83 жителя погибли на фронте. В 1986 году была центром колхоза имени В. И. Ленина. Размещались восьмилетняя школа, Дом культуры, фельдшерско-акушерский пункт, отделение связи, контрольный пункт по наблюдению за территорией с которой отселены жители после катастрофы на Чернобыльской АЭС.

## Население

### Численность
- 1986 год — жители (178 семей) переселены.

### Динамика
- 1795 год — 50 дворов, 2231жителя.
- 1834 год — 60 дворов.
- 1897 год — 89 дворов, 444 жителя (согласно переписи).
- 1908 год — 105 дворов, 635 жителей.
- 1959 год — 723 жителя (согласно переписи).
- 1986 год — 178 дворов, 418 жителей.
- 1986 год — жители (178 семей)

## Достопримечательность
- Стоянка каменного — бронзового веков, поселение железного века Тешков — 1 (12 тыс. до н. э. - III тыс. до н. э.)
- Стоянка каменного — бронзового веков Тешков — 2 (12-2 тыс. до н. э.)
- Стоянка каменного — бронзового веков Тешков — 3 (12-2 тыс. до н. э.)

Входит в туристический маршрут по отселенным деревням Наровлянского района (вместе с Дерновичи).
- Музей советского быта. Воссоздан быт советского гражданина со всеми элементами.